# Staffan Viotti
Sven Staffan Johannes Viotti, född 1944, är en svensk ekonom.
Viotti var adjungerad professor i finansiell ekonomi med särskild inriktning mot särskilt bank- och försäkringsekonomi vid Handelshögskolan i Stockholm 1998-.